# Cornelius Gurlitt (komponist)
 Der er flere personer med dette navn, se Cornelius Gurlitt.
Cornelius Gurlitt (10. februar 1820 – 17. juni 1901) var en holstensk pianist, organist og komponist.
Han fødtes i Altona, der på den tid var en del af det danske kongerige. Han studerede musik i Hamborg/Altona sammen med Carl Reinecke, og fra midt i 1830'erne i København hos både C.E.F. Weyse og J.P.E. Hartmann. 
Fra 1841–1845 var han organist og musiklærer i Hørsholm, men drog derefter først til Leipzig, hvor Niels W. Gade i disse år var chef for Gewandhaus, og derefter til Rom hvor hans broder, Louis Gurlitt, virkede som kunstmaler. Han blev senere (1855) æresmedlem af det pavelige Accademia Nazionale di Santa Cecilia. 
Han vendte tilbage til Holsten kort før krigen i 1848 og blev ansat som musiklærer for Hertugen af Augustenborgs døtre. Under Treårskrigen var han leder af et dansk militærorkester, og fra 1864 var han organist i Altona og i 1879 blev han musikprofessor i Hamborg. 
Som komponist var Gurlitt produktiv og alsidig. Han komponerede bl.a. talrige sange, 2 operetter, en opera, flere symfonier og en del klavermusik.